# ネヴィオ・オルランディ
ネヴィオ・オルランディ（Nevio Orlandi,1954年1月30日- ）は、イタリアの元サッカー選手。サッカー指導者。

## 来歴
レッジーナでコーチ、ユースチーム監督を務め、ワルテル・マッツァーリ監督を支えた。2008年3月にレンツォ・ウリヴィエリ監督の後任としてレッジーナ監督に就任。フランコ・ブリエンツァの活躍もあり、絶望的と思われた残留を達成した。
2008-2009シーズンは開幕から指揮を執る。2008年12月に解任されるが、1ヶ月で復帰。最後まで奮闘したものの、2009年5月20日のラツィオ戦の敗北により、セリエB降格が決定。

## 指導者歴
- ポテンツァ・カルチョ 1996-1997
- レッジーナ（コーチ） 2000-2001
- Vittoria 2003-2004
- レッジーナ（ユース） 2006-2008
- レッジーナ 2008.3-12, 2009.1-5
- SSバルレッタ・カルチョ 2013-2014
- SSキエーティ・カルチョ 2016
- USグロッセート1912 2016-2017
- USヴィボネーゼ・カルチョ 2017-2019
- SSDカラザーノ・カルチョ 2021
- USヴィボネーゼ・カルチョ 2022